# اما بابا دوستش دارم
«اما بابا دوستش دارم» (انگلیسی: But Daddy I Love Him) ترانه‌ای از تیلور سوئیفت، خواننده-ترانه‌سرای آمریکایی از یازدهمین آلبوم استودیویی او، دپارتمان شاعران رنج‌کشیده (۲۰۲۴) است . سوئیفت و آرون دسنر این ترانه را نوشتند و آن را با جک آنتونوف تهیه کردند. از نظر موسیقایی، «اما بابا دوستش دارم» یک بالاد فولک راک و الکترونیکا با عناصر کانتری و راک است. اشعار آن منتقدان عیب‌جوی زندگی عاشقانهٔ سوئیفت را هدف قرار می‌دهد.
منتقدان عموماً ترانه‌نویسی را پرشور و در عین حال طنزآمیز عنوان و تحسینش کردند، و برخی این قطعه را یکی از برجسته‌ترین قطعات آلبوم انتخاب کردند. این ترانه به رتبه هفتم بیلبورد گلوبال ۲۰۰ رسید و در استرالیا، کانادا، نیوزیلند، سنگاپور و ایالات متحده در بین ۱۰ ترانهٔ برتر جدول قرار گرفت.

## زمینه
سوئیفت در ۴ فوریه ۲۰۲۴ در شصت و ششمین دوره جوایز سالانه گرمی در حین سخنرانی خود برای دریافت جایزه بهترین آلبوم آواز پاپ، آلبوم دپارتمان شاعران رنج‌کشیده را اعلام کرد. اندکی پس از اعلام این خبر، طرح روی جلد این آلبوم در پروفایل اینستاگرام او به اشتراک گذاشته شد. وب‌سایت سوئیفت همچنین امکان پیش‌سفارش آلبوم را در قالب‌های واینل، سی‌دی، کاست و دیجیتال فراهم کرد. «اما بابا دوستش دارم» در آلبوم به‌عنوان قطعه ششم حضور دارد. به گفته سوئیفت، او بلافاصله پس از ارائهٔ نیمه‌شب‌ها (۲۰۲۲)، آلبوم دپارتمان شاعران رنج‌کشیده را ساخت و به مدت دو سال روی آن کار کرد. او این آلبوم را طی اجراهای ایالات متحده از تور دوره‌ها ایجاد کرد. در طول یکی از نمایش‌های تور دوره‌ها در ملبورن، سوئیفت توصیف کرد که نوشتن این آلبوم برای او مهم و حیاتی بود. سوئیفت «اما بابا دوستش دارم» را در فهرست اجراهای اروپای تور دوره‌ها که در می ۲۰۲۴ آغاز شد، گنجاند.

## موسیقی و شعر
مدت زمان «اما بابا دوستش دارم» ۵ دقیقه و ۴۰ ثانیه است. این ترانه یک بالاد فولک راک و الکترونیکا با عناصر کانتری و راک است. وِرس‌ها به‌وسیلهٔ گیتارهای فینگرپیک اجرا می‌شوند، در حالی که کورس آن پرجنب و جوش است و جیسون لیپشوتز از بیلبورد آن را «بزرگ، گشاده‌دل» نامید که «سرودهای کانتری-پاپ اولیه سوئیفت» را تداعی می‌کند. مسکین فکادو از هالیوود ریپورتر معتقد است این ترانه می‌تواند به راحتی در آلبوم‌های بی‌باک (۲۰۰۸) یا حالا صحبت کن (۲۰۱۰) جای بگیرد. الکسیس پتریدیس از گاردین اشاره کرد که فیدل‌های ظریفی در ترکیب وجود دارد. از نظر اشعار، این ترانه در مورد بدخواهان منتقد از زندگی عاشقانه سوئیفت صحبت می‌کند. عنوان نقل قولی از فیلم پویانمایی پری دریایی کوچولو محصول ۱۹۸۹ است. آریل، قهرمان داستان فیلم، این خط را در پاسخ به مخالفت پدر دریایی‌اش از علاقهٔ او به یک انسان، یعنی شاهزاده اریک، می‌گوید.
اشعار ممکن است پاسخ سوئیفت به انتقادهای دریافت‌شده برای عاشقانه گذشتهٔ خود تفسیر شود، که در آن ایده گرفتن تأیید از مردم و پیروی از احساسات درونی خود را رد می‌کند. این ترانه به‌عنوان خواهر بالغ «داستان عشق» از بی‌باک (۲۰۰۸) دیده می‌شود که سوئیفت دربارهٔ مخالفت پدرش با یک رابطه می‌خواند. کورس این ترانه، جایی که سوئیفت می‌خواند: «من ازش حامله‌ام، نه نیستم، اما باید چهره‌هایتان را دید»، ممکن است برای برانگیختن واکنش شنوندگان باشد.